# Dial M for Merde
Dial M for Merde is een komische roman uit 2008 van de in Frankrijk wonende Engelse schrijver Stephen Clarke. Het is het laatste deel in een serie van vier boeken met de fictieve figuur Paul West in de hoofdrol. De eerdere delen zijn A Year in the Merde (2004), Merde Actually (2005) en Merde Happens (2007). Anders dan in de andere delen bevat dit boek naast de onontkoombare hilarische situaties ook een thriller-element van James Bondachtige allures met een knipoog. Het is een mengeling van spanning en erotiek in een merendeels luxueuze setting in het zuiden van Frankrijk.

## Titel
Alle Engelstalige titels bevatten het woord 'merde', het Franse equivalent van het Engelse en ook in Nederland ingeburgerde woord 'shit'. In diverse vertalingen naar andere talen gaat dit element soms verloren. De term verwijst naar de precaire situaties waarin de hoofdpersoon verstrikt raakt of die hij over zichzelf afroept. Zoals de titel van Merde Actually een verwijzing bevat naar de film Love Actually is de titel van deze vierde roman gebaseerd op de film Dial M for Murder. 'M' is de bijnaam van de andere hoofdpersoon, Gloria Monday, en tegelijkertijd een verwijzing naar M in de Bondfilms.

## Het verhaal
Paul West wordt door Gloria Monday, die hij heeft ontmoet in de Verenigde Staten en met wie hij een zeer kortstondige relatie had, uitgenodigd om twee weken door te brengen in Zuid-Frankrijk. Als oceanografe en milieudeskundige doet zij daar onderzoek naar de illegale kweek van en handel in kaviaar op plaatsen waar de steur zeldzaam is of zelfs geheel lijkt te ontbreken. M gaat kennelijk zo op in haar werkzaamheden dat ze vaak afwezig is en Paul op zichzelf wordt teruggeworpen.
Tegelijkertijd heeft hij, vanwege zijn horeca-achtergrond, het verzoek gekregen van Elodie, de dochter van zijn voormalige baas en zakenpartner Jean-Marie, een uitgebreid diner te verzorgen voor haar huwelijk. Zij heeft namelijk een telg uit een steenrijk aristocratisch geslacht aan de haak geslagen, de hevig aan de drugs verslaafde Valéry de Bonnepoire. Hij heeft dan ook zijn handen vol, letterlijk met de fraaie blondine M, die hij probeert te helpen in haar naspeuringen, en figuurlijk met het bedenken van een mooi menu voor de chique trouwerij.
Na diverse ontwikkelingen komt hij in contact met de mysterieuze Léanne, die zich ontpopt als politievrouw, belast met de ontrafeling van een complot om de Franse president te vermoorden. Het blijkt dat M in dit complot de spil is, die op zoek is naar de juiste huurmoordenaar. Paul wordt onder stevige druk gezet zijn rol als minnaar te blijven spelen en tegelijkertijd samen te werken met de politie. De verschijning van Pauls warrige Frans-Amerikaanse vriend Jake, die praktisch onleesbare erotische gedichten schrijft, maakt de zaken nog gecompliceerder dan ze al zijn. Als ten slotte blijkt dat de president hoogstpersoonlijk aanwezig zal zijn om het huwelijk tussen Elodie en Valéry te voltrekken lijkt een desastreuze ontknoping te naderen...